# Barre d'adresse

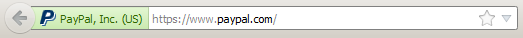
L'adresse web de la page d'accueil du site paypal.com, affichée dans la barre d'adresse d'un navigateur web.

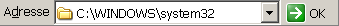
Barre d'adresse dans l'explorateur Windows, sous Windows XP.

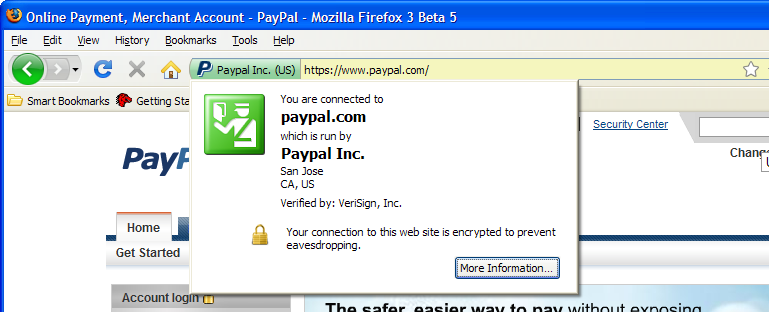
La barre d'adresse de certains navigateurs web affiche des informations sur la sécurité du site et de la connexion.

La barre d'adresse est une partie de l'interface graphique d'un logiciel dans laquelle est inscrit l'identifiant de la ressource consultée, et qui permet d'en changer en saisissant un nouvel identifiant :
- dans un navigateur web, c'est l'adresse d'une ressource distante (généralement une page) ;
- dans un gestionnaire de fichiers, c'est le chemin d'accès d'une ressource interne (répertoire ou fichier).

## Fonctionnement
Elle est souvent accompagnée d'un bouton permettant de valider l'adresse saisie, ainsi que d'une liste déroulante des adresses ayant déjà été utilisées (qu'elles aient mené ou non à un résultat). Elle présente aussi parfois des fonctionnalités de complètement automatique.
En général elle affiche aussi, le cas échéant, le favicon du site visité, à gauche de l'adresse. La barre d'adresse peut également contenir des informations sur la sécurisation de la page courante : le champ change de couleur et/ou une icône de cadenas s'affiche lorsque la transmission est sécurisée.
Il existe parfois un raccourci clavier permettant d'y accéder rapidement. Dans Firefox, ainsi que dans Google Chrome par exemple, il s'agit de Ctrl+L.
Si la chaîne de caractères saisie dans une barre d'adresse ne correspond pas à l'identifiant d'une ressource, certains logiciels affichent en remplacement, plutôt qu'un message d'erreur, une page de recherche avec cette chaîne de caractères pour paramètre. Dans Firefox, c'était la fonctionnalité « J'ai de la chance » de Google qui était utilisée par défaut, redirigeant l'utilisateur vers le premier résultat trouvé : c'est cela qui a fait monter Google en première place des moteurs de recherche, et mis en avant cette simplicité pour Firefox.
D'autre part, une barre d'adresse est en principe capable d'interpréter une adresse web même si le http://www. en début d'adresse est omis. Le .com étant très fréquent, dans la majorité des navigateurs, la combinaison Ctrl+Entrée permet de l'ajouter : par exemple, nom-de-site tapé dans la barre d'adresse et suivi de Ctrl+Entrée amènera à l'adresse http://www.nom-de-site.com. D'autres combinaisons peuvent exister, pour les sites en .org, .net, .info, etc.
Certains navigateurs disposent de versions personnalisées désactivant certaines de ces fonctions : dans un cybercafé ou un « libre service » il y aura par exemple absence de l'historique, de manière que personne ne puisse suivre l'utilisateur précédent ; de même, pour limiter les possibilités d'accès (à domicile pour les enfants, dans un bâtiment scolaire, dans une bibliothèque ou médiathèque…) la barre d'adresse peut être entièrement cachée, limitant la navigation à l'utilisation des liens.
Sous Windows XP, il est possible d'afficher une barre d'adresse dans la barre des tâches, juste à gauche de la zone de notification, de sorte qu'elle soit toujours à portée de main. Si c'est une adresse web qui est saisie, la ressource correspondante sera ouverte dans le navigateur par défaut ; si c'est le chemin d'accès d'une ressource interne, elle sera ouverte dans l'explorateur.